# Матіас Алмейда
Матіас Алмейда (ісп. Matías Almeyda; нар. 21 грудня 1973, Буенос-Айрес) — аргентинський футболіст, що грав на позиції півзахисника. По завершенні ігрової кар'єри — футбольний тренер. З травня 2022 року очолює тренерський штаб грецького АЕКа.
Виступав, зокрема, за клуб «Рівер Плейт», а також національну збірну Аргентини.
Триразовий чемпіон Аргентини. Чемпіон Італії. Триразовий володар Кубка Італії. Володар Суперкубка Італії з футболу. Володар кубка Лібертадорес, кубка кубків УЄФА і суперкубка УЄФА.

## Клубна кар'єра
Народився 21 грудня 1973 року в місті Буенос-Айрес. Вихованець футбольної школи клубу «Рівер Плейт». Дорослу футбольну кар'єру розпочав 1991 року в основній команді того ж клубу, в якій провів п'ять сезонів, взявши участь у 67 матчах чемпіонату.
Згодом з 1996 по 2009 рік грав у складі команд клубів «Севілья», «Лаціо», «Парма», «Інтернаціонале», «Брешія», «Кільмес», «Люн» та «Фенікс». Протягом цих років виборов титул чемпіона Італії, ставав володарем Кубка Італії (двічі), володарем Кубка Італії, володарем Суперкубка Італії з футболу, володарем Кубка Кубків УЄФА, володарем Суперкубка УЄФА.
Завершив професійну ігрову кар'єру у клубі «Рівер Плейт», у складі якого вже виступав раніше. Прийшов до команди 2009 року, захищав її кольори до припинення виступів на професійному рівні у 2011.

## Виступи за збірну
1996 року дебютував в офіційних матчах у складі національної збірної Аргентини. Протягом кар'єри у національній команді, яка тривала 10 років, провів у формі головної команди країни 39 матчів, забивши 1 гол.
У складі збірної був учасником чемпіонату світу 1998 року у Франції, чемпіонату світу 2002 року в Японії і Південній Кореї.

## Кар'єра тренера
Розпочав тренерську діяльність відразу ж по завершенні кар'єри гравця, 2011 року, очоливши тренерський штаб клубу «Рівер Плейт». Три роки керував «Банфілдом» з однойменного міста в агломерації Великий Буенос-Айрес. Під його керівництвом обидва колективи ставали переможцями другого дивізіону чемпіонату Аргентини.
Наразі працює з мексиканським клубом «Гвадалахара». Команда з другого за чисельністю міста країни здобувала перемоги у чемпіонаті, кубку і суперкубку Мексики.

## Титули і досягнення

### Гравець
- Володар кубка Лібертадорес (1):

«Рівер Плейт» (Монтевідео): 1996
- Володар кубка кубків УЄФА (1):

«Лаціо»: 1998-99
- Володар суперкубка УЄФА (1):

«Лаціо»: 1999
- Чемпіон Аргентини (3):

«Рівер Плейт» (Монтевідео): 1993, 1995, 1996
- Чемпіон Італії (1):

«Лаціо»: 2000
- Володар кубка Італії (3):

«Лаціо»: 1998, 2000
«Парма»: 2002
- Володар суперкубка Італії (1):

«Лаціо»: 1998
- Срібний олімпійський призер: 1996
- Футболіст року в Італії (1): 1999

### Тренер
- Чемпіон Греції (1):

АЕК: 2023
- Володар кубка Греції (1):

АЕК: 2023